# Промотер (биологија)
Иницијација, па самим тим и транскрипција, би била потпуно немогућа без региона званог промотер. Промотер је одређена секвенца, то јест одређен редослед нуклеотида, и налази се на ДНК молекулу који се транскриптује. Без промотера синтеза протеина не би била могућа. Различити гени имају различите промотере, и промотери могу да се разликују од врсте то врсте. Иако се разликују на ниском нивоу, секвенце промотера су мање више константне, и могу бити представњене секвенцом званом консензус секвенца. 

## Консензус секвенца
На пример, сакупи се већи број, између 200 до 250, организама истих врста, за пример узимамо Ешерихију Коли. Након вршења анализе секвенци промотера свих 250 примера Ешерихије Коли, можемо компарацијом да утврдимо консензус секвенцу, тј. узмемо за консензус секвенцу ону која има нуклеотиде који се појављују најчешће код свих 250 примера Е. Коли. Ово је наравно могуће уколико унапред знамо коју секвенцу за промотера тражимо. Јачина промотера, односно на којем степену ће да промовише транскрипцију зависи управо од консензус секвенце. Што је промотерова секвенца ближа консензус секвенци, те је јачина промотера већа.
Ензим РНК полимераза препозна консензус секвенцу промотера и закачи се за регион и на тај начин промовише транскрипцију. Додавањем фактора иницијације, код организама типа Ешерихија коли тај фактор је σ70 (сигма 70) механизам за транскрипцију препознаје секвенцу промотера. 

## Обележавање ДНК молекула
Цео молекул ДНК се обележава бројањем нуклеотида од места где транскрипција починње. На пример, место где транскрипција почиње се обележава са +1. Све што се налази удесно од почетног места се обележава са + (плус) и број нуклеотида од почетног места, и све што се налази улево од почетног места се обележава са - (минус). 
Промотер има два важна региона које ензим РНК полимераза препознаје, први регион се налази на месту -10, а други се налази на -35. Оба региона су шест нуклетида дугачка. Консензус секвенце за -35 регион је 5'-TTGACA-3’, а за -10 је 5’- TATAAT-3’.
Циљ иницијације је да се ДНК молекул претвори из затвореног у отворени комплекс. Ова тансформација се назива изомеризација и реакција је неповратног карактера, што значи да када се ова транформација одигра, можемо да будемо сигурно да ће транскрипција започети.

## Пример
Следећи пример је секвенца гена одговорног за отпор на антибиотик пеницилин.
На овом примеру можемо да видимо следеће секвенце:
- На региону од -39 до -33, налази се секвенца 5'-CCAGCCC-3', која кодира за Транскрипциони Фактор који помаже при транцкрипцији
- На региону од -31 до -25 налази се ТАТА регион, познатији као ТАТА Кутија, који помаже при проналажењу промотера и проналажењу где почиње транскрипција

То су само два примера, који имају улогу у транскрипцији. У самој транскрипцији постоје много фактора који утичу на процес, и сви се могу наћи на молекулу ДНК који се транскриптује захваљујући секвенцама.